# 臺中市精密機械科技創新園區
臺中市精密機械科技創新園區（The Taichung City Precision Machinery Innovation Technology Park，簡稱台中精機園區、台中精科園區、臺中精密機械園區）是位於臺灣臺中市南屯區的科技園區，隸屬臺中市政府經濟發展局管理。園區面積共約為161公頃，北臨臺中工業區，南鄰嶺東科技大學。
園區第一期總面積為124公頃，第二期之開發位於第一期之西南側已於2012年9月25日動土，2013年4月起陸續交地供廠商建廠營運等作業。

## 進駐廠商
大立光電、上銀科技、台中精機、徠通科技、海德威、六星機械、引興、友嘉、和和、慶鴻、國睦、協鴻、凱柏、維順、合濟、東台、亞太菁英、弘達儀器、新裕原…等，目前一二期共約200家廠商進駐。

## 交通
園區西距市中心約4公里，往西行約15公里則可抵達臺中港。園區除了北面鄰近40米特三號道路為重要聯外道路以外，東界臨嶺東路，西南界臨培德路為次要之聯外道路。另外，向東行可抵達中山高速公路的南屯交流道之外，並可抵環中路與中彰快速道路，而往西行可抵達福爾摩沙高速公路的龍井交流道。
大眾運輸
- 向上精科路口（精科北側）：199
- 台中監獄（精科西側）：29
- 保安公園（精科東側）：48、358